# Piola (merk)
Piola is een historisch merk van motorfietsen.
Ditta Motocicli Francesco Piola, Torino (1919-1921).
Een van de weinige Italiaanse merken die boxermotoren gebruikten, in dit geval een 620 cc zijklepper.